# الركيز
الركيز بلدة موريتانية وإحدى بلديات ولاية الترارزة، وعاصمة مقاطعة الركيز.